# Ben Gordon (Basketballspieler)
Benjamin Ashenafi „Ben“ Gordon (* 4. April 1983 in London) ist ein ehemaliger britisch-amerikanischer Basketballspieler, der von 2004 bis 2015 in der NBA aktiv war. Gordon wurde in der Saison 2004/05 als erster Rookie überhaupt zum „NBA Sixth Man of the Year“ gewählt. Er zeichnete sich vor allem durch seinen starken Distanzwurf aus.

## Laufbahn

### High-School- und Collegekarriere
Ben Gordon wurde als Sohn jamaikanischer Eltern in London geboren, zog mit diesen aber kurz nach seiner Geburt nach Mount Vernon, New York, wo er aufwuchs.
Während seiner High-School-Zeit spielte Gordon für die Mannschaft der Mount Vernon Knights, mit denen er im Jahr 2000 die New York State Public and Federation Championships erreichte. Er war All-State Spieler in Mount Vernon und gehörte zu den 40 besten Neulingen.
Nach seiner Zeit auf der High School wechselte Gordon auf die University of Connecticut. Auf der UCONN spielte Gordon zusammen mit Emeka Okafor und gewann 2004 die NCAA-Championships.

### NBA

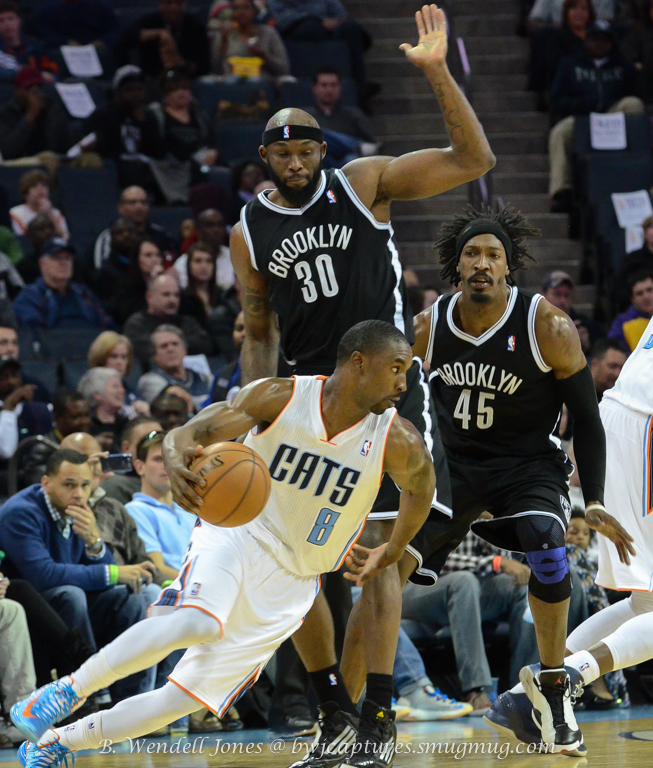
Ben Gordon im Trikot der Charlotte Bobcats (2013), heute Charlotte Hornets

Bereits nach seinem Junior-Jahr am College ließ sich Gordon für den NBA Draft 2004 aufstellen, wo er an dritter Stelle von den Chicago Bulls ausgewählt wurde. Im Gegensatz zu seiner Zeit auf dem College, trug Gordon im Bulls-Trikot die Nummer 7, da die Nummer 4 zu Ehren von Jerry Sloan nicht mehr vergeben wird.
In seiner ersten NBA-Saison erzielte Gordon 15,1 Punkte, 2,6 Rebounds und 1,9 Assists im Schnitt und half damit, die Bulls erstmals nach dem Rücktritt von Michael Jordan in die Playoffs zu führen. Als erster Rookie der NBA wurde Gordon nach der NBA-Saison 2004/2005 mit dem NBA Sixth Man of the Year Award ausgezeichnet. Weiterhin wurde Gordon dreimal zum Rookie des Monats in der Eastern Conference sowie in das NBA All-Rookie First Team gewählt.
Am 14. April 2006 stellte Gordon im Spiel gegen die Washington Wizards einen Rekord für die meisten aufeinanderfolgenden Drei-Punkte-Würfe in einem Spiel auf, neun an der Zahl. Im Spiel gegen die Milwaukee Bucks gelang ihm am 4. März 2007 mit 48 erzielten Punkten seine bisherige Karrierebestleistung. Am 27. Dezember 2008 überholte Gordon Scottie Pippen als bester Dreipunktschütze aller Zeiten der Chicago Bulls. Die Saison 2006–07 schloss er 21,4 Punkten pro Spiel, als bester Scorer der Bulls ab.
Am 20. April 2009, exakt 23 Jahre nachdem Michael Jordan gegen die Boston Celtics eines seiner besten Play-off-Spiele ablieferte, stellte Gordon gegen den gleichen Gegner mit 42 Punkten eine persönliche Play-off-Bestmarke auf.
Vor Beginn der Saison 2009/10 unterzeichnete Ben Gordon einen Vertrag über 5 Jahre und $55 Millionen bei den Detroit Pistons. Am 9. Januar 2010 erzielte er in einem Spiel gegen die Philadelphia 76ers den 10.000.000 Punkt der NBA-Geschichte.
Zur Saison 2012/2013 wurde Gordon von den Pistons zu den Charlotte Bobcats transferiert. Im Gegenzug wechselte Corey Maggette nach Detroit. Bei den Bobcats konnte er die in ihm gesetzten Erwartungen nicht erfüllen und wurde in seinem zweiten Jahr von den Cats entlassen.
Im Sommer 2014 unterschrieb Gordon einen Vertrag bei den Orlando Magic. Sein Vertrag wurde allerdings bereits nach einer Spielzeit wieder aufgelöst. Er kam bei den Magic in 56 Einsätzen auf 6,2 Punkte im Schnitt.
Während der Off-Season 2015 unterschrieb er einen Probevertrag bei den Golden State Warriors, wo er in zwei Vorbereitungsspielen zum Einsatz kam. Er wurde jedoch nicht in den finalen Kader übernommen.
Am 24. Januar 2017 wurde Gordon vom NBA G-League-Team Texas Legends verpflichtet, seine letzte Station als Basketballer.

### Nationalmannschaft
Gordon spielte 2003 für die US-Auswahl bei den Panamerikanischen Spielen. Am 1. April 2008 wurde er in die engere Auswahl der britischen Basketballnationalmannschaft aufgenommen. Er wollte Großbritannien bei der Olympiade 2012 im eigenen Land repräsentieren, wurde jedoch nicht für den finalen Kader nominiert und zeigte später kein Interesse mehr, für die britische Auswahl zu spielen. Im Zuge der Vorbereitung für die Qualifikation zur Europameisterschaft 2017 kam er erstmals für Großbritannien zum Einsatz.